# Отдєленіє 3
Отді́лення 3 (рос. Отделение 3) — селище у складі Асекеєвського району Оренбурзької області, Росія.

## Населення
Населення — 286 осіб (2010; 332 у 2002).
Національний склад (станом на 2002 рік):
- росіяни — 35 %